# Cerkev sv. Ane, Javor
Cerkev spada pod kraj Javor, v Župnijo Javor in mestno občino Ljubljana.

## O cerkvi
Cerkev sv. Ane v Javorju so zgradili med letoma 1905 in 1906 in posvetili leta 1908; ob zidavi cerkve so zamenjali tudi zavetnika - sedanja pokopališka kapela sv. Martina je bivša župnijska cerkev in se omenja že leta 1303.

## Arhitektura
Veliki oltar je 15.8.1908 posvetil škof Anton Bonaventura Jeglič. Na zidu je slika svete Ane avtorja Antona Jebačina. Sliko v stranskem oltarju je delo Matije Koželja. V prezbiteriju sta na podstavkih kipa svete Notburge in Antona Puščavnika, na balustradi kora podoba Boga Očeta iz cerkve v Zdihovem na Kočevskem.